# Bundesautobahn 82
Bundesautobahn 82 est le nom de deux anciens projets de construction de nouvelles autoroutes dans différents Länder d'Allemagne. Ces projets des années 1970 et 1990 n'ont pas abouti.